# Cantone di Saint-Savinien
Il Cantone di Saint-Savinien era una divisione amministrativa dell'arrondissement di Saint-Jean-d'Angély.
A seguito della riforma approvata con decreto del 27 febbraio 2014, che ha avuto attuazione dopo le elezioni dipartimentali del 2015, è stato soppresso.

## Composizione
Comprendeva i comuni di:
- Annepont
- Archingeay
- Bords
- Champdolent
- Fenioux
- Grandjean
- Le Mung
- Les Nouillers
- Saint-Savinien
- Taillant
- Taillebourg